# Fontaine-Raoul
Fontaine-Raoul ist eine französische Gemeinde mit 235 Einwohnern (Stand: 1. Januar 2022) im Département Loir-et-Cher in der Region Centre-Val de Loire. Sie gehört zum Kanton Le Perche im Arrondissement Vendôme. 

## Geografie
Die Gemeinde Fontaine-Raoul liegt 21 Kilometer südwestlich von Châteaudun und etwa 53 Kilometer nordnordwestlich von Blois in der Landschaft Le Perche. Im südlichen Gemeindegebiet entspringt das Flüsschen Gratteloup, das zum Loir entwässert. Im Nordosten reicht das Gemeindegebiet bis an das Ufer der Egvonne. Umgeben wird Fontaine-Raoul von den Nachbargemeinden Ruan-sur-Egvonne im Norden, Villebout im Osten, Saint-Jean-Froidmentel im Südosten, Saint-Hilaire-la-Gravelle im Südosten und Süden, La Ville-aux-Clercs im Südwesten, Chauvigny-du-Perche im Westen sowie Bouffry im Westen und Nordwesten.

## Bevölkerungsentwicklung
| Jahr                       | 1962 | 1968 | 1975 | 1982 | 1990 | 1999 | 2006 | 2013 | 2021 |
| -------------------------- | ---- | ---- | ---- | ---- | ---- | ---- | ---- | ---- | ---- |
| Einwohner                  | 343  | 281  | 208  | 209  | 178  | 197  | 220  | 215  | 238  |
| Quellen: Cassini und INSEE |      |      |      |      |      |      |      |      |      |

## Sehenswürdigkeiten

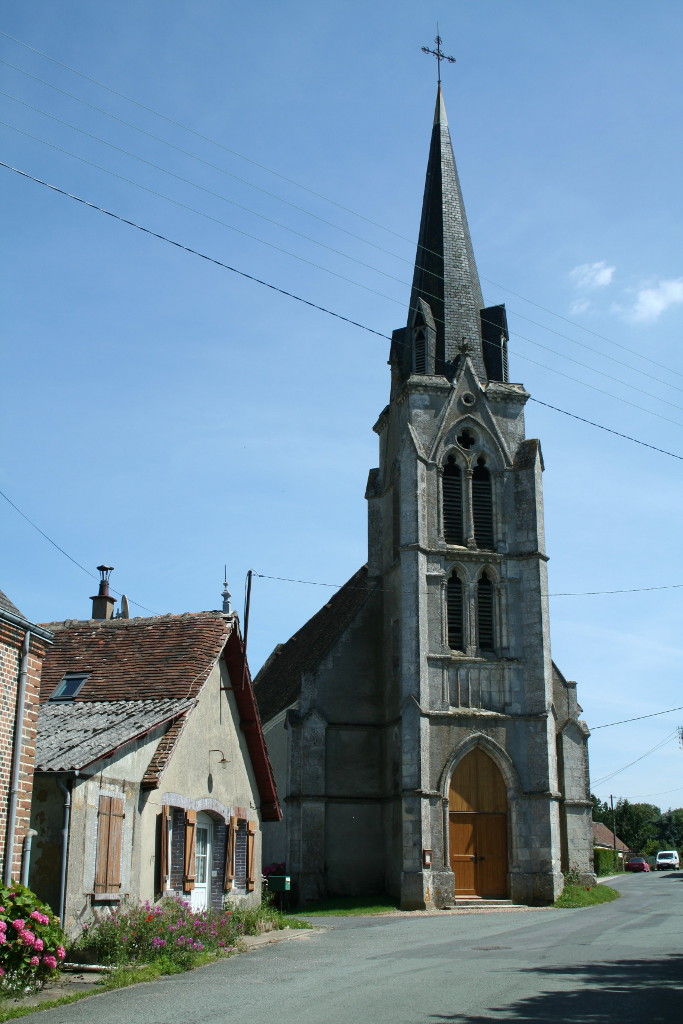
Kirche Saint-Marc

- Kirche Saint-Marc
- Wasserturm